# Montijo (Espanha)
Montijo é um município da Espanha na comarca de Tierra de Mérida - Vegas Bajas, província de Badajoz, comunidade autónoma da Estremadura, de área 119,7 km². Em 2021 tinha 15 483 habitantes (densidade: 129,3 hab./km²).
Aqui se travou, em 1644, no contexto da Guerra da Restauração, a batalha de Montijo, vencida pelo exército português sobre o espanhol.

## Demografia
| Variação demográfica do município entre 1991 e 2004 | Variação demográfica do município entre 1991 e 2004 | Variação demográfica do município entre 1991 e 2004 | Variação demográfica do município entre 1991 e 2004 |
| --------------------------------------------------- | --------------------------------------------------- | --------------------------------------------------- | --------------------------------------------------- |
| 1991                                                | 1996                                                | 2001                                                | 2004                                                |
| 15008                                               | 15480                                               | 15253                                               | 15512                                               |